# Ceioni Còmmode
Ceioni Còmmode (en llatí Ceionius Commodus) anomenat també per alguns Ver (Verus) i per altres Luci Aureli (Lucius Aurelius), va ser un cavaller descendent d'una noble família d'Etrúria o de Faventia. Va ser el pare del cèsar Luci Aureli Ver (Lucius Aurelius Verus) i origen del moment d'esplendor de la família.